# فرانسيس بيركنز
فرانسيس بيركنز (بالإنجليزية: Frances Perkins)، واسمها عند الولادة فاني كورالي بيركنز (10 أبريل 1880 - 14 مايو 1965)، كانت عالمة اجتماع أمريكية ومناصرة لحقوق العمال، وقد عملت وزيرة العمل الأمريكية من عام 1933 إلى عام 1945، وهي أطول مدة شغلها وزير العمل في تاريخ أمريكا، وهي أول امرأة تُعين في مجلس الوزراء الأمريكي. بصفتها مؤيدةً مخلصةً لصديقها فرانكلين روزفلت، ساعدت في جذب الحركة العمالية لتكون جزءًا من تحالف الصفقة الجديدة. كانت هي ووزير الداخلية هارولد ل. إيكيس، العضوان الأصليان الوحيدان في حكومة روزفلت اللذين بقيا في منصبهما طوال فترة رئاسته. خلال فترة عملها في منصب وزير للعمل، نفذت بيركنز العديد من جوانب الصفقة الجديدة، بما في ذلك هيئة حماية المدنيين، وإدارة الأشغال العامة بالإضافة إلى وكالة الأشغال الفيدرالية، والجزء العمالي من قانون الانتعاش الصناعي الوطني. من خلال قانون الضمان الاجتماعي، أسست فرانسيس إعانات بطالة، ومعاشات تقاعدية للعديد من كبار السن من الأميركيين، ومساعدات الأميركيين الفقراء جدًا. روجت للحد من الحوادث في مكان العمل وساعدت في وضع قوانين ضد تشغيل الأطفال. من خلال قانون معايير العمل العادل، أنشأت أول قوانين فيما يتعلق بالحد الأدنى للأجور والعمل الإضافي للعمال الأميركيين، وحددت ساعات العمل الأسبوعية المناسبة، وهي أربعين ساعة. لقد شكلت الحكومة سياسة للعمل مع النقابات العمالية وساعدت في تخفيف الإضرابات عن طريق خدمة الإصلاح بالولايات المتحدة. تعاملت بيركنز مع العديد من الأسئلة فيما يتعلق بالعمل خلال الحرب العالمية الثانية، وذلك عندما أصبحت أعمال العمالة المهرة مطلوبة جدًا، فانتقلت النساء إلى هذه الوظائف التي كانت تعد للذكور سابقًا.

## حياتها المبكرة
ولدت فاني كورالي بيركنز في بوسطن، ماساتشوستس، لسوزان بين بيركنز (4 سبتمبر 1849 - 1927) وفريدريك دبليو بيركنز (24 أغسطس 1844 - 1916)، صاحب شركة أدوات مكتبية (كان والداها في الأصل من ولاية مين). كان لفاني بيركنز أخت واحدة، وهي إثيل بيركنز هارينجتون (1884-1965). من الممكن أن تعود جذور العائلة إلى أمريكا المستعمرة، وكان للنساء تقليد معين في العمل في مجال التعليم. قضت الكثير من طفولتها في ووستر، ماساتشوستس. أحب فريدريك الأدب اليوناني، ونقل هذا الحب إلى فاني. ذهبت بيركنز للمدرسة الثانوية الكلاسيكية في ووستر. تخرجت من كلية ماونت هوليوك بدرجة البكالوريوس في الآداب في الكيمياء والفيزياء عام 1902. أثناء دراستها في جامعة ماونت هوليوك، اكتشفت بيركنز السياسة التقدمية وحركة الاقتراع. كما عُينت رئيسة لفصلها. كانت آناه ماي سولي واحدة من أساتذتها الذين كلفوا الطلاب بجولة في مصنع لدراسة ظروف العمل؛ ذكرت بيركنز دور سولي باعتباره مؤثرًا ومهمًا.

## وظيفتها المبكرة وتعليمها المستمر
بعد الكلية، شغلت فرانسيس العديد من المناصب التعليمية بما في ذلك منصبًا لتدريس الكيمياء من عام 1904 إلى 1906 في مدرسة فيري هول (الآن أكاديمية ليك فورست)، وهي مدرسة للبنات في ليك فورست، إلينوي. تطوعت في منازل المستوطنات في شيكاغو، بما في ذلك هال هاوس حيث عملت مع جين آدامز. غيرت اسمها من فاني إلى فرانسيس عند انضمامها إلى الكنيسة الأسقفية في عام 1905. انتقلت إلى فيلادلفيا في عام1907، والتحقت بكلية وارتون بجامعة بنسلفانيا لدراسة علم الاقتصاد. بعد عامين في فيلادلفيا، انتقلت بيركنز إلى قرية غرينتش، حيث التحقت بجامعة كولومبيا وأصبحت ناشطة في حركة الاقتراع. دعمًا لحركة الاقتراع، حضرت بيركنز العديد من الاحتجاجات والاجتماعات، ودعت لدعم القضية في زوايا الشوارع. حصلت على درجة الماجستير في العلوم السياسية من كولومبيا في عام 1910. حققت شهرة على مستوى الولاية في منصبها رئيسةً لرابطة مستهلكي نيويورك في عام 1910، وضغطت بقوة على القوانين لتحسين ساعات وظروف عمل.
عملت بيركنز أيضًا، أستاذة لعلم الاجتماع في كلية أدلفي. في العام التالي، شاهدت حريق مصنع «تراينغل شيرتويست» المأساوي، وهو حدث محوري في حياتها. استعان المصنع بالمئات من العمال، معظمهم من الشابات، لكنه افتقر إلى مخارج للطوارئ. عندما اشتعلت النيران في المبنى، حاول العديد من العمال الفرار من النوافذ، لكن دون جدوى. قاتلت هذه النسوة والفتيات قبل عام واحد من الحادثة، من أجل الفوز لتصبح ساعات أسبوع العمل 54 ساعة، وغيرها من الامتيازات الي دعت إليها بيركنز. مات ما يقارب 126 عاملة.  بسبب هذه الحرائق، تركت فرانسيس بيركنز مكتبها في رابطة مستهلكي نيويورك، وبناءً على توصية ثيودور روزفلت، أصبحت الأمينة التنفيذية للجنة السلامة في مدينة نيويورك. كان لبيركينز في عام 1913، دور فعال في موافقة نيويورك بتمرير مشروع قانون «الأربع وخمسين ساعة» الذي يحدد عدد ساعات عمل المرأة. وضغطت بيركنز على من حولها من أجل الحصول على أصوات لصالح التشريع، مشجعة المؤيدين، بمن فيهم المشرع فرانكلين ديلانو روزفلت، على التماطل، حتى تتمكن من دعوة أعضاء مجلس الشيوخ في الولاية، للتأكد من حضورهم التصويت النهائي. استقالت بيركنز في عام 1912، من منصب سكرتير رابطة المستهلكين في نيويورك لشغل منصب الأمين التنفيذي في لجنة السلامة. شُكلت لجنة السلامة لزيادة السلامة من الحرائق بعد حريق مصنع تراينغل شيرتويست. بما أنها جزء من لجنة السلامة، حققت بيركنز في الحريق الذي وقع في مصنع فريمان في برمنغهام، نيويورك، والذي قتل فيه 63 شخصًا. وألقت بيركنز اللوم على تشريع التراخي والإهمال.

## زواجها وحياتها الشخصية
تزوجت بيركنز في عام 1913، من بول كالدويل ويلسون، خبير اقتصاد في نيويورك. احتفظت باسمها قبل الزواج، لأنها لا تريد أن تؤثر أنشطتها وأعمالها في ألباني على زوجها. دافعت في المحكمة عن حقها في المحافظة على اسمها. كان للزوجين ابنة ولدت في ديسمبر 1916، باسم سوزانا. بعد أقل من عامين، بدأ ويلسون في إظهار علامات مرض عقلي، وكثيرًا ما وُضع في مصحة عقلية في فترة زواجهما المتبقية، بسبب مرضه العقلي. انسحبت بيركنز بعد ولادتها لابنتها، من الحياة العامة، لكنها عادت بعد مرض زوجها من أجل إعالة أسرتها. وفقًا لكاتبة سيرتها كريستين داوني، أظهرت سوزانا «أعراض الهوس الاكتئابي والاضطراب ثنائي القطب» كذلك. كان لبيركنز علاقة رومانسية مع ماري هاريمان رومسي، مؤسسة رابطة الصغار. عاشتا معًا في واشنطن العاصمة حتى وفاة رومسي عام 1934.

## عودتها إلى العمل في نيويورك
قبل انتقالها إلى واشنطن العاصمة، شغلت بيركنز مناصب مختلفة في حكومة ولاية نيويورك. لقد اكتسبت احترام الكثير من الزعماء السياسيين في ولاية نيويورك. أضاف الحاكم ألفريد إيمانويل سميث، بيركنز في عام 1919، إلى اللجنة الصناعية لولاية نيويورك. قوبل ترشيحها باحتجاجات من كل المصنعين والعمال، ولم يشعر أي منهم أن بيركنز تمثل مصالحهم. وقف سميث إلى جانب بيركنز موضحًا أنه لا بد أن يكون هناك شخص ليمثل صوتًا للنساء والفتيات في القوى العاملة، بالإضافة إلى ذكره عملها في لجنة التحقيق في مصنع فاجنر، لإقناعهم. على الرغم من أن التأخير في تأكيد انضمام بيركنز لم يكن بسبب كونها امرأة، أشار بعض أعضاء مجلس الشيوخ زاعمين أن بيركنز متطرفة وذلك لأنها حافظت على اسمها ولم تغيره لاسم زوجها. قُبلت بيركينز في 18 فبراير 1919 لتصبح واحدة من أوائل المفوضات في نيويورك، وبدأت في العمل خارج مدينة نيويورك.

## روابط خارجية
- فرانسيس بيركنز على موقع IMDb (الإنجليزية)
- فرانسيس بيركنز على موقع الموسوعة البريطانية (الإنجليزية)
- فرانسيس بيركنز على موقع مونزينجر (الألمانية)
- فرانسيس بيركنز على موقع إن إن دي بي (الإنجليزية)
- فرانسيس بيركنز على موقع قاعدة بيانات الفيلم (الإنجليزية)